# Polisportiva Pro Cisterna 1986-1987
Questa pagina raccoglie le informazioni riguardanti la Polisportiva Pro Cisterna nelle competizioni ufficiali della stagione 1986-1987.

## Rosa
| N. |                   | Ruolo | Calciatore            |
| -- | ----------------- | ----- | --------------------- |
|    | Italia (bandiera) | D     | Fabio Ambrogi         |
|    | Italia (bandiera) | D     | Roberto Anzalone      |
|    | Italia (bandiera) | C     | Maurizio Bellucci     |
|    | Italia (bandiera) | A     | Aurelio Bussu         |
|    | Italia (bandiera) | C     | Paolo Caputo          |
|    | Italia (bandiera) | D     | Marco Ciannavei       |
|    | Italia (bandiera) | C     | Massimiliano Ciaralli |
|    | Italia (bandiera) | P     | Fabio Conti           |
|    | Italia (bandiera) | C     | Antonello D'Emilia    |
|    | Italia (bandiera) | A     | Fabio De Sibbi        |
|    | Italia (bandiera) | C     | Giuliano Farinelli    |
|    | Italia (bandiera) | D     | Carmine Fiore         |
|    | Italia (bandiera) | A     | Alessandro Fornari    |
|    | Italia (bandiera) | C     | Marco Lo Pinto        |

| N. |                   | Ruolo | Calciatore          |
| -- | ----------------- | ----- | ------------------- |
|    | Italia (bandiera) | C     | Antonio Mazzon      |
|    | Italia (bandiera) | A     | Gabriele Medori     |
|    | Italia (bandiera) | C     | Danilo Micheletti   |
|    | Italia (bandiera) | D     | Pasquale Oliviero   |
|    | Italia (bandiera) | D     | Diego Pellegrini    |
|    | Italia (bandiera) | P     | David Pellorca      |
|    | Italia (bandiera) | A     | Roberto Pes         |
|    | Italia (bandiera) | C     | Roberto Piacenza    |
|    | Italia (bandiera) | D     | Roberto Pietrosanti |
|    | Italia (bandiera) | C     | Maurizio Poli       |
|    | Italia (bandiera) | D     | Pierluigi Prete     |
|    | Italia (bandiera) | A     | Idano Valenzi       |
|    | Italia (bandiera) | D     | Marino Vasselli     |
|    | Italia (bandiera) | D     | Roberto Vichi       |